# Mercerisering
Mercerisering er en behandlingsproces af især bomuld udviklet af englænderen John Mercer (1791-1866) omkring 1844. Da Mercer filtrerede kaustisk soda (NaOH) gennem en bomuldsklud, bemærkede han, at stoffet svulmede og derefter udviste væsentligt anderledes egenskaber. Processen kan også bruges til andre naturlige fibre såsom jute, ramie eller hør, men effekten er anderledes end for bomuldsfibre.
Under mercerisering udsættes bomuldsfibrene for koncentreret kaustisk soda under trækspænding. Fibrene svulmer op, og tværsnittet skifter fra nyreformet til rundt, og fibrenes længde falder med op til 25%. Disse strukturelle ændringer fører til
- silkeblød, vaskeresistent glans,
- bedre indfarvning, kræver mindre farvestof,
- højere styrke og
- bedre dimensionsstabilitet.

De forbedrede egenskaber er baseret på en ændring i krystalstrukturen af cellulosen. I tilfælde af naturlig cellulose stabiliseres de individuelle polysakkaridkæder af hydrogenbindinger i molekylerne og i de molekylære lag. Kun van der Waals-kræfter virker mellem lagene. Mercerisering fører til omkrystallisering, så der nu også opstår hydrogenbindinger mellem molekyllagene.
Teknisk set er de egenskaber, der kan opnås, bestemt i detaljer af betingelserne for den merceriseringsproces, der anvendes i det enkelte tilfælde (varm- eller koldmercerisering; tør-i-våd- eller våd-i-våd-proces; rulle- eller vakuumimprægnering). Stoffets spænding, opholdstiderne og koncentrationen af kaustisk soda er de vigtigste parametre, der påvirker processen.
Merceriseret garn øger kvaliteten af de tekstiler, der fremstilles af dem, men gør dem dyrere. Derfor forarbejdes de fortrinsvis i højkvalitets- og holdbare tekstiler. Mercerisering blev brugt af Horace Arthur Lowe omkring 1890 som en metode til at skabe en glans, og den blev industrielt introduceret i 1895 af Thomas & Prevost i Krefeld.
Merceriseret bomuldsgarn er også kendt under det franske navn fil d'Écosse ('tråd fra Skotland') og i Danmark som amagergarn, der svarer til tysk Perlgarn.
Uld, der er blevet behandlet med Hercosett-processen, omtales også nogle gange som "merceriseret".